# Rally Artico 2021

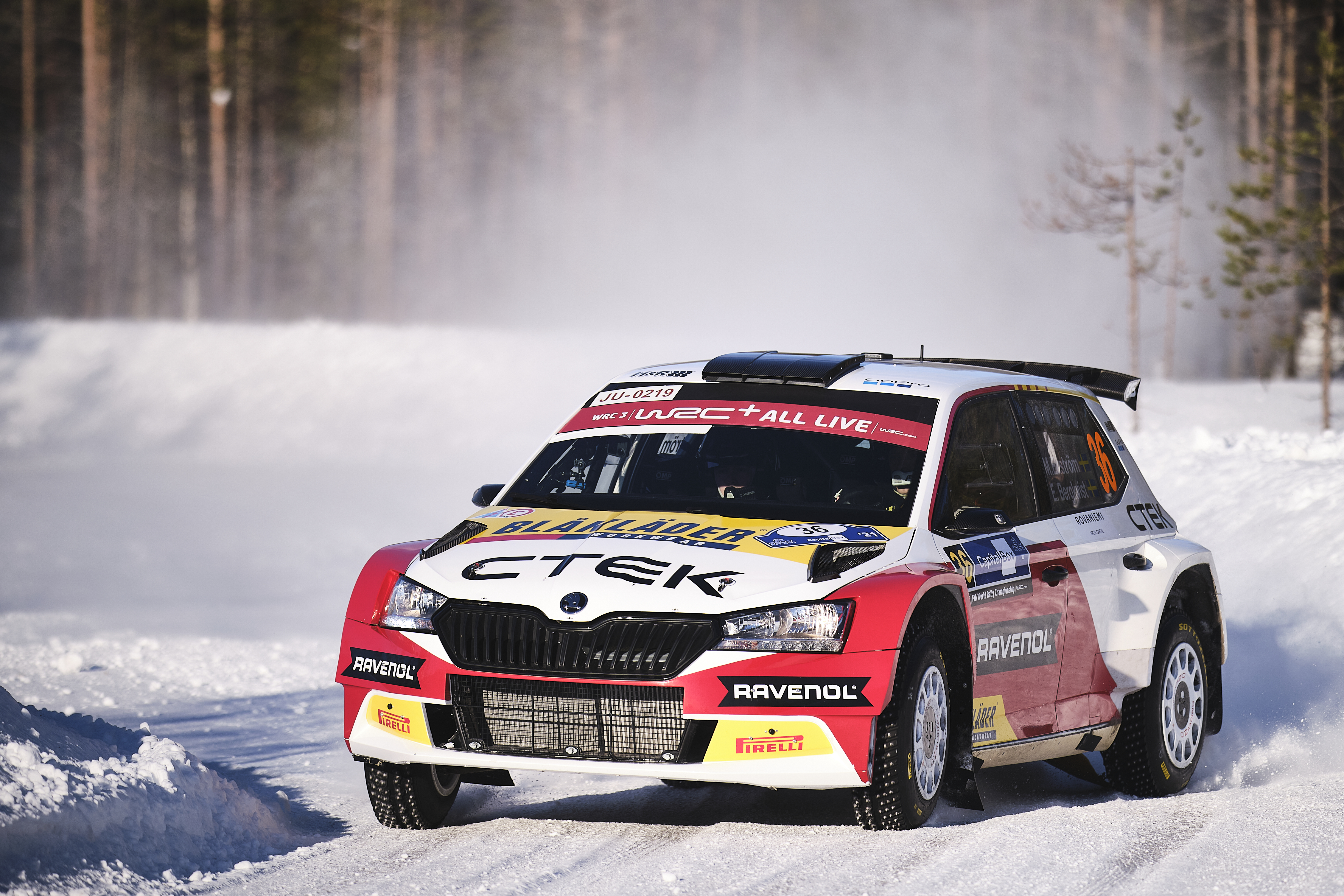
Lo svedese Mattias Ekström, campione del mondo rallycross nel 2016, in azione durante il rally

Il Rally Artico 2021, ufficialmente denominato Arctic Rally Finland Powered by CapitalBox 2021, è stata la seconda prova del campionato del mondo rally 2021, nonché l'edizione speciale del Rally Artico valida per il mondiale WRC, disputatasi due settimane dopo la cinquantasettesima edizione classica; la gara fece quindi parte del mondiale unificato per la prima volta, avendo in realtà già avuto validità per la Coppa FIA piloti nel 1977 e nel 1978. La manifestazione si è svolta dal 26 al 28 febbraio sugli sterrati innevati della Lapponia, nei territori settentrionali della Finlandia, con sede a Rovaniemi.
La gara finlandese non era inizialmente inserita del calendario originario, venendo aggiunta a metà dicembre del 2020 in sostituzione del rally di Svezia, previsto dall'11 al 14 febbraio come consueta seconda prova del mondiale, il quale venne cancellato a causa della pandemia di COVID-19.
L'evento è stato vinto dall'estone Ott Tänak, navigato dal connazionale Martin Järveoja, al volante di una Hyundai i20 Coupe WRC della squadra Hyundai Shell Mobis WRT, davanti alla coppia finlandese formata da Kalle Rovanperä e Jonne Halttunen, su Toyota Yaris WRC del team Toyota Gazoo Racing WRT, e da quella belga composta da Thierry Neuville e Martijn Wydaeghe, compagni di squadra dei vincitori.
I finlandesi Esapekka Lappi e Janne Ferm, su Volkswagen Polo GTI R5 della squadra Movisport SRL, hanno invece conquistato il successo nel campionato WRC-2, mentre i connazionali Teemu Asunmaa e Marko Salminen hanno vinto nella serie WRC-3 alla guida di una Škoda Fabia Rally2 Evo.

## Dati della prova
| Denominazione ufficiale             | Arctic Rally Finland Powered by CapitalBox                |
| Edizione N°                         | 1 (edizione speciale valida per il mondiale WRC)          |
| Tappa N°                            | 2 di 12                                                   |
| Data manifestazione                 | da venerdì 26/02/2021 a domenica 28/02/2021               |
| Sede ospitante                      | Santasport, Rovaniemi (regione della Lapponia, Finlandia) |
| Sede parco assistenza               | Rovaniemi (regione della Lapponia, Finlandia)             |
| Superficie                          | Neve                                                      |
| Direttore di gara                   | Kai Tarkiainen                                            |
| Iscritti                            | 57                                                        |
| Partiti                             | 55                                                        |
| Arrivati                            | 51 (92,7%)                                                |
| Prove speciali                      | 10                                                        |
| Prova più breve                     | 19,91 km (PS4 e PS7: Kaihuavaara)                         |
| Prova più lunga                     | 31,05 km (PS1 e PS2: Sarriojarvi)                         |
| Prova più lenta                     | velocità media di 105,04 km/h (PS6: Mustalampi 2)         |
| Prova più veloce                    | velocità media di 134,28 km/h (PS10: Aittajarvi 2)        |
| Lunghezza prove speciali            | 251,08 km (29,3% della distanza totale)                   |
| Lunghezza complessiva trasferimenti | 604,97 km                                                 |
| Distanza totale                     | 856,05 km                                                 |
| Media oraria del vincitore          | velocità media di 121,7 km/h (251,08 km in 2h03'49"6)     |

## Itinerario
| Frazione            | Prova  | Ora    | Nome                                                | Partenza                                            | Arrivo                                              | Lunghezza | Totale    |
| ------------------- | ------ | ------ | --------------------------------------------------- | --------------------------------------------------- | --------------------------------------------------- | --------- | --------- |
| Frazione 1 (26 feb) | PS1    | 15:08  | Sarriojarvi 1                                       | Kemijärvi                                           | Kemijärvi                                           | 31,05 km  | 62,10 km  |
| Frazione 1 (26 feb) | PS2    | 18:38  | Sarriojarvi 2                                       | Kemijärvi                                           | Kemijärvi                                           | 31,05 km  | 62,10 km  |
| Frazione 1 (26 feb) |        | 20:18  | Assistenza (flexi) – Santasport, Rovaniemi (45 min) | Assistenza (flexi) – Santasport, Rovaniemi (45 min) | Assistenza (flexi) – Santasport, Rovaniemi (45 min) | –         | 62,10 km  |
|                     |        |        |                                                     |                                                     |                                                     |           |           |
| Frazione 2 (27 feb) |        | 07:50  | Assistenza – Santasport, Rovaniemi (15 min)         | Assistenza – Santasport, Rovaniemi (15 min)         | Assistenza – Santasport, Rovaniemi (15 min)         | –         | 144,04 km |
| Frazione 2 (27 feb) | PS3    | 09:08  | Mustalampi 1                                        | Rovaniemi                                           | Rovaniemi                                           | 24,43 km  | 144,04 km |
| Frazione 2 (27 feb) | PS4    | 10:38  | Kaihuavaara 1                                       | Rovaniemi                                           | Rovaniemi                                           | 19,91 km  | 144,04 km |
| Frazione 2 (27 feb) | PS5    | 12:08  | Siikakama 1                                         | Rovaniemi                                           | Rovaniemi                                           | 27,68 km  | 144,04 km |
| Frazione 2 (27 feb) |        | 14:05  | Assistenza (flexi) – Santasport, Rovaniemi (30 min) | Assistenza (flexi) – Santasport, Rovaniemi (30 min) | Assistenza (flexi) – Santasport, Rovaniemi (30 min) | –         | 144,04 km |
| Frazione 2 (27 feb) | PS6    | 15:38  | Mustalampi 2                                        | Rovaniemi                                           | Rovaniemi                                           | 24,43 km  | 144,04 km |
| Frazione 2 (27 feb) | PS7    | 17:08  | Kaihuavaara 2                                       | Rovaniemi                                           | Rovaniemi                                           | 19,91 km  | 144,04 km |
| Frazione 2 (27 feb) | PS8    | 18:38  | Siikakama 2                                         | Rovaniemi                                           | Rovaniemi                                           | 27,68 km  | 144,04 km |
| Frazione 2 (27 feb) |        | 20:08  | Assistenza (flexi) – Santasport, Rovaniemi (45 min) | Assistenza (flexi) – Santasport, Rovaniemi (45 min) | Assistenza (flexi) – Santasport, Rovaniemi (45 min) | –         | 144,04 km |
|                     |        |        |                                                     |                                                     |                                                     |           |           |
| Frazione 3 (28 feb) |        | 09:00  | Assistenza – Santasport, Rovaniemi (15 min)         | Assistenza – Santasport, Rovaniemi (15 min)         | Assistenza – Santasport, Rovaniemi (15 min)         | –         | 44,94 km  |
| Frazione 3 (28 feb) | PS9    | 10:08  | Aittajarvi 1                                        | Rovaniemi                                           | Rovaniemi                                           | 22,47 km  | 44,94 km  |
| Frazione 3 (28 feb) | PS10   | 13:18  | Aittajarvi 2 (power stage)                          | Rovaniemi                                           | Rovaniemi                                           | 22,47 km  | 44,94 km  |
| Totale              | Totale | Totale | Totale                                              | Totale                                              | Totale                                              | Totale    | 251,08 km |

## Risultati

### Classifica
| Pos.      | Nº       | Pilota               | Co-pilota              | Auto                   | Squadra                   | Classe      | Tempo     | Distacco | Punti    |
| Generale  | Generale | Generale             | Generale               | Generale               | Generale                  | Generale    | Generale  | Generale | Generale |
| --------- | -------- | -------------------- | ---------------------- | ---------------------- | ------------------------- | ----------- | --------- | -------- | -------- |
| 1.        | 8        | Ott Tänak            | Martin Järveoja        | Hyundai i20 Coupe WRC  | Hyundai Shell Mobis WRT   | WRC         | 2h03'49"6 | –        | 27       |
| 2.        | 69       | Kalle Rovanperä      | Jonne Halttunen        | Toyota Yaris WRC       | Toyota Gazoo Racing WRT   | WRC         | 2h04'07"1 | +17"5    | 23       |
| 3.        | 11       | Thierry Neuville     | Martijn Wydaeghe       | Hyundai i20 Coupe WRC  | Hyundai Shell Mobis WRT   | WRC         | 2h04'09"4 | +19"8    | 18       |
| 4.        | 42       | Craig Breen          | Paul Nagle             | Hyundai i20 Coupe WRC  | Hyundai Shell Mobis WRT   | WRC         | 2h04'42"2 | +52"6    | 16       |
| 5.        | 33       | Elfyn Evans          | Scott Martin           | Toyota Yaris WRC       | Toyota Gazoo Racing WRT   | WRC         | 2h04'51"1 | +1'01"5  | 10       |
| 6.        | 18       | Takamoto Katsuta     | Daniel Barritt         | Toyota Yaris WRC       | Toyota Gazoo Racing WRT   | WRC         | 2h05'27"4 | +1'37"8  | 8        |
| 7.        | 2        | Oliver Solberg       | Sebastian Marshall     | Hyundai i20 Coupe WRC  | Hyundai 2C Competition    | WRC         | 2h05'28"6 | +1'39"0  | 6        |
| 8.        | 3        | Teemu Suninen        | Mikko Markkula         | Ford Fiesta WRC        | M-Sport Ford WRT          | WRC         | 2h05'58"6 | +2"09"0  | 4        |
| 9.        | 44       | Gus Greensmith       | Elliott Edmondson      | Ford Fiesta WRC        | M-Sport Ford WRT          | WRC         | 2h07'29"0 | +3'39"4  | 2        |
| 10.       | 25       | Esapekka Lappi       | Janne Ferm             | Volkswagen Polo GTI R5 | Movisport SRL             | RC2 / WRC-2 | 2h09'56"6 | +6'07"0  | 1        |
| ...       | ...      | ...                  | ...                    | ...                    | ...                       | ...         | ...       | ...      | ...      |
| 20.       | 1        | Sébastien Ogier      | Julien Ingrassia       | Toyota Yaris WRC       | Toyota Gazoo Racing WRT   | WRC         | 2h14'55"8 | +11'06"2 | 1        |
| WRC-2     |          |                      |                        |                        |                           |             |           |          |          |
| 1. (10.)  | 25       | Esapekka Lappi       | Janne Ferm             | Volkswagen Polo GTI R5 | Movisport SRL             | RC2 / WRC-2 | 2h09'56"6 | –        | 29       |
| 2. (11.)  | 20       | Andreas Mikkelsen    | Ola Fløene             | Škoda Fabia Rally2 Evo | Toksport WRT              | RC2 / WRC-2 | 2h10'44"3 | +47"7    | 23       |
| 3. (12.)  | 27       | Nikolaj Grjazin      | Konstantin Aleksandrov | Volkswagen Polo GTI R5 | Movisport SRL             | RC2 / WRC-2 | 2h11'26"9 | +1'30"3  | 17       |
| 4. (15.)  | 22       | Eyvind Brynildsen    | Veronica Gulbæk Engan  | Škoda Fabia Rally2 Evo | Toksport WRT              | RC2 / WRC-2 | 2h12'41"5 | +2'44"9  | 12       |
| 5. (16.)  | 26       | Ole Christian Veiby  | Jonas Andersson        | Hyundai i20 R5         | Hyundai Motorsport N      | RC2 / WRC-2 | 2h12'50"9 | +2'52"2  | 13       |
| 6. (21.)  | 29       | Martin Prokop        | Michal Ernst           | Ford Fiesta Rally2     | M-Sport Ford WRT          | RC2 / WRC-2 | 2h16'56"7 | +7'00"1  | 8        |
| 7. (30.)  | 23       | Sean Johnston        | Alexander Kihurani     | Citroën C3 Rally2      | Saintéloc Junior Team     | RC2 / WRC-2 | 2h24'30"1 | +14'33"5 | 6        |
| 8. (37.)  | 28       | Georg Linnamäe       | Volodymyr Korsia       | Volkswagen Polo GTI R5 | ALM Motorsport            | RC2 / WRC-2 | 2h31'54"4 | +21'57"8 | 4        |
| 9. (48.)  | 21       | Adrien Fourmaux      | Renaud Jamoul          | Ford Fiesta Rally2     | M-Sport Ford WRT          | RC2 / WRC-2 | 2h47'18"8 | +37'21"2 | 3        |
| WRC-3     |          |                      |                        |                        |                           |             |           |          |          |
| 1. (13.)  | 30       | Teemu Asunmaa        | Marko Salminen         | Škoda Fabia Rally2 Evo | -                         | RC2 / WRC-3 | 2h11'55"3 | –        | 28       |
| 2. (14.)  | 38       | Egon Kaur            | Silver Simm            | Volkswagen Polo GTI R5 | Kaur Motorsport           | RC2 / WRC-3 | 2h11'59"5 | +4"2     | 23       |
| 3. (17.)  | 32       | Mikko Heikkilä       | Topi Luhtinen          | Škoda Fabia Rally2 Evo | -                         | RC2 / WRC-3 | 2h13'33"9 | +1'38"6  | 15       |
| 4. (18.)  | 34       | Eerik Pietarinen     | Antti Linnaketo        | Škoda Fabia R5         | -                         | RC2 / WRC-3 | 2h13'40"6 | +1'45"3  | 13       |
| 5. (19.)  | 36       | Mattias Ekström      | Emil Bergkvist         | Škoda Fabia Rally2 Evo | -                         | RC2 / WRC-3 | 2h14'29"2 | +2'33"9  | 12       |
| 6. (22.)  | 39       | Gregor Jeets         | Andrus Toom            | Škoda Fabia Rally2 Evo | -                         | RC2 / WRC-3 | 2h18'12"8 | +6'17"5  | 8        |
| 7. (24.)  | 41       | Pekka Keski-Korsu    | Markus Silfvast        | Škoda Fabia R5         | -                         | RC2 / WRC-3 | 2h20'45"7 | +8'50"4  | 6        |
| 8. (25.)  | 43       | Tuomas Skantz        | Kari Kallio            | Škoda Fabia R5         | -                         | RC2 / WRC-3 | 2h20'53"5 | +8'58"2  | 4        |
| 9. (26.)  | 51       | Michał Sołowow       | Maciej Baran           | Citroën C3 Rally2      | -                         | RC2 / WRC-3 | 2h20'54"3 | +8'59"0  | 2        |
| 10. (27.) | 35       | Johan Kristoffersson | Patrik Barth           | Volkswagen Polo GTI R5 | Kristoffersson Motorsport | RC2 / WRC-3 | 2h22'24"6 | +10'29"3 | 5        |

| Principali ritiri | Principali ritiri | Principali ritiri | Principali ritiri | Principali ritiri | Principali ritiri    | Principali ritiri | Principali ritiri | Principali ritiri |
| PS                | Nº                | Pilota            | Copilota          | Auto              | Squadra              | Classe            | Causa             | Pos.              |
| ----------------- | ----------------- | ----------------- | ----------------- | ----------------- | -------------------- | ----------------- | ----------------- | ----------------- |
| PS 1              | 24                | Jari Huttunen     | Mikko Lukka       | Hyundai i20 R5    | Hyundai Motorsport N | RC2 / WRC-2       | Motore            | –                 |
| PS 9              | 12                | Janne Tuohino     | Reeta Hämäläinen  | Ford Fiesta WRC   | JanPro               | WRC               | Ragioni di salute | 12º               |

Legenda
| Icona | Note                                                                                 |
| ----- | ------------------------------------------------------------------------------------ |
| WRC   | Equipaggio di classe WRC che può conquistare punti per il campionato costruttori     |
| WRC   | Equipaggio di classe WRC che non può conquistare punti per il campionato costruttori |
| WRC-2 | Equipaggio registrato al campionato WRC-2                                            |
| WRC-3 | Equipaggio registrato al campionato WRC-3                                            |
| JWRC  | Equipaggio registrato al campionato Junior WRC                                       |
|       | Ulteriori classificazioni                                                            |

### Prove speciali
| Frazione            | Prova | Ora   | Nome                       | Lunghezza | Vincitori                         | Tempo   | Velocità media | Leader del rally          |
| ------------------- | ----- | ----- | -------------------------- | --------- | --------------------------------- | ------- | -------------- | ------------------------- |
| Frazione 1 (26 feb) | PS1   | 15:08 | Sarriojarvi 1              | 31,05 km  | Ott Tänak Martin Järveoja         | 15'57"8 | 116,70 km/h    | Ott Tänak Martin Järveoja |
| Frazione 1 (26 feb) | PS2   | 18:38 | Sarriojarvi 2              | 31,05 km  | Ott Tänak Martin Järveoja         | 15'52"9 | 117,31 km/h    | Ott Tänak Martin Järveoja |
|                     |       |       |                            |           |                                   |         |                | Ott Tänak Martin Järveoja |
| Frazione 2 (27 feb) | PS3   | 09:08 | Mustalampi 1               | 24,43 km  | Ott Tänak Martin Järveoja         | 13'54"5 | 105,39 km/h    | Ott Tänak Martin Järveoja |
| Frazione 2 (27 feb) | PS4   | 10:38 | Kaihuavaara 1              | 19,91 km  | Elfyn Evans Scott Martin          | 9'06"6  | 131,13 km/h    | Ott Tänak Martin Järveoja |
| Frazione 2 (27 feb) | PS5   | 12:08 | Siikakama 1                | 27,68 km  | Ott Tänak Martin Järveoja         | 12'30"1 | 132,85 km/h    | Ott Tänak Martin Järveoja |
| Frazione 2 (27 feb) | PS6   | 15:38 | Mustalampi 2               | 24,43 km  | Ott Tänak Martin Järveoja         | 13'57"3 | 105,04 km/h    | Ott Tänak Martin Järveoja |
| Frazione 2 (27 feb) | PS7   | 17:08 | Kaihuavaara 2              | 19,91 km  | Kalle Rovanperä Jonne Halttunen   | 9'08"8  | 130,60 km/h    | Ott Tänak Martin Järveoja |
| Frazione 2 (27 feb) | PS8   | 18:38 | Siikakama 2                | 27,68 km  | Thierry Neuville Martijn Wydaeghe | 12'44"0 | 130,43 km/h    | Ott Tänak Martin Järveoja |
|                     |       |       |                            |           |                                   |         |                | Ott Tänak Martin Järveoja |
| Frazione 3 (28 feb) | PS9   | 10:08 | Aittajarvi 1               | 22,47 km  | Elfyn Evans Scott Martin          | 10'07"5 | 133,16 km/h    | Ott Tänak Martin Järveoja |
| Frazione 3 (28 feb) | PS10  | 13:18 | Aittajarvi 2 (power stage) | 22,47 km  | Kalle Rovanperä Jonne Halttunen   | 10'02"4 | 134,28 km/h    | Ott Tänak Martin Järveoja |

### Power stage
PS10: Aittajarvi 2 di 22,47 km, disputatasi domenica 28 febbraio 2021 alle ore 13:18 (UTC+2).
| Pos. | No. | Pilota           | Co-pilota        | Auto                  | Classe | Tempo   | Distacco | PP | PC |
| ---- | --- | ---------------- | ---------------- | --------------------- | ------ | ------- | -------- | -- | -- |
| 1    | 69  | Kalle Rovanperä  | Jonne Halttunen  | Toyota Yaris WRC      | WRC    | 10'02"4 | –        | 5  | 5  |
| 2    | 42  | Craig Breen      | Paul Nagle       | Hyundai i20 Coupe WRC | WRC    | 10'02"7 | +0"3     | 4  | 4  |
| 3    | 11  | Thierry Neuville | Martijn Wydaeghe | Hyundai i20 Coupe WRC | WRC    | 10'02"8 | +0"4     | 3  | 3  |
| 4    | 8   | Ott Tänak        | Martin Järveoja  | Hyundai i20 Coupe WRC | WRC    | 10'04"1 | +1"7     | 2  | -  |
| 5    | 1   | Sébastien Ogier  | Julien Ingrassia | Toyota Yaris WRC      | WRC    | 10'04"2 | +1"8     | 1  | 1  |

## Classifiche mondiali
Classifica piloti
| Pos. | Pos. | Pilota            | Punti |
| ---- | ---- | ----------------- | ----- |
| 1    | 3    | Kalle Rovanperä   | 39    |
| 2    | 1    | Thierry Neuville  | 35    |
| 3    | 2    | Sébastien Ogier   | 31    |
| 4    | 2    | Elfyn Evans       | 31    |
| 5    | N    | Ott Tänak         | 27    |
| 6    | N    | Craig Breen       | 16    |
| 7    | 1    | Takamoto Katsuta  | 16    |
| 8    | 3    | Dani Sordo        | 11    |
| 9    | 2    | Andreas Mikkelsen | 6     |
| 10   | N    | Oliver Solberg    | 6     |
| 11   | 3    | Gus Greensmith    | 6     |
| 12   | N    | Teemu Suninen     | 4     |
| 13   | 4    | Adrien Fourmaux   | 2     |
| 14   | 4    | Eric Camilli      | 1     |
| 14   | N    | Esapekka Lappi    | 1     |

Classifica copiloti
| Pos. | Pos. | Pilota                 | Punti |
| ---- | ---- | ---------------------- | ----- |
| 1    | 3    | Jonne Halttunen        | 39    |
| 2    | 1    | Martijn Wydaeghe       | 35    |
| 3    | 2    | Julien Ingrassia       | 31    |
| 4    | 2    | Scott Martin           | 31    |
| 5    | N    | Martin Järveoja        | 27    |
| 6    | N    | Paul Nagle             | 16    |
| 7    | 1    | Daniel Barritt         | 16    |
| 8    | 3    | Carlos del Barrio      | 11    |
| 9    | 2    | Ola Fløene             | 6     |
| 10   | N    | Sebastian Marshall     | 6     |
| 11   | 3    | Elliott Edmondson      | 6     |
| 12   | N    | Mikko Markkula         | 4     |
| 13   | 4    | Renaud Jamoul          | 2     |
| 14   | 4    | François-Xavier Buresi | 1     |
| 14   | N    | Janne Ferm             | 1     |

Classifica costruttori WRC
| Pos. | Pos. | Squadra                 | Punti |
| ---- | ---- | ----------------------- | ----- |
| 1    |      | Toyota Gazoo Racing WRT | 88    |
| 2    |      | Hyundai Shell Mobis WRT | 77    |
| 3    |      | M-Sport Ford WRT        | 24    |
| 4    |      | Hyundai 2C Competition  | 22    |